# 클릭티비즘
클릭티비즘(Clicktivism)은 클릭(Click)과 행동주의(Activism)의 합성어로 SNS를 통한 사회 운동을 뜻한다. 오프라인 상에서 시위를 진행하는 기존 방식과 다르게 SNS와 인터넷을 이용한다. 하지만 기존의 물리적 시위까지 포함하므로 온라인 상에서만 진행되는 "슬랙티비즘"(Slacktivism)과는 다르다.

## 평가
클릭티비즘은 더욱 많은 사람들이 더 쉽게 개입할 수 있다는 점에서 사회 운동의 한 방법으로 인기를 끌고 있지만, 일시적인 참여에 그칠 수 있기 때문에 기존보다 더 혁신적인 사회 변화를 이끌기엔 부족한 점이 많다는 주장도 있다.

## 예시
클릭티비즘은 해외 시위에서 적극적으로 이용되고 있지만, 한국에서 이용된 것은 2008년 광우병 촛불집회가 처음이다. 이때 직접적인 군중 모임 이외에도 SNS라는 도구가 이용되었다. 차가운 물을 끼얹는 것이 루게릭병의 고통과 비슷하다 하여 시작된 아이스 버킷 챌린지도 SNS를 이용한 클릭티비즘의 예시이다.

## 같이 보기
- 슬랙티비즘